# Burmomyrma rossi
Burmomyrma rossi (лат.) — ископаемый вид ос, единственный в составе рода Burmomyrma из семейства Falsiformicidae (Южная Азия, Мьянма, Бирманский янтарь, меловой период, возраст находки 99 млн лет). Первоначально относили к муравьям (Formicidae). Описание было сделано спустя 80 лет после его нахождения в Бирме.

## Описание
Мелкие осы, длина тела самки около 3 мм. В Бирманском янтаре сохранилась лишь часть тела (отсутствуют голова с усиками, часть груди). Кусок янтаря с останками муравья был найден в 1900-х годах и с тех пор хранился в Британском музее в Лондоне. Длина торакса 1 мм. На первом сегменте брюшка несколько отстоящих волосков. Жало короткое и загнутое вверх Стебелёк из одного узловидного сегмента. Жилкование переднего крыла без замкнутых ячеек.
Вид был впервые описан в 1996 году российским мирмекологом Геннадием Михайловичем Длусским (МГУ, Москва, Россия). Родовое название Burmomyrma происходит от имени бирманского янтаря в сочетании с греческим словом myrmica (муравей), а видовое дано в честь британского палеоэнтомолога Энрю Росса (Andrew J. Ross). По строению петиоля и жилкования крыла вид Burmomyrma rossi первоначально отнесли к подсемейству Aneuretinae, но из-за плохой сохранности (отсутствие части тела) не удалось определить к какой трибе он принадлежит.
В 2018 году род Burmomyrma перенесён в состав ос Falsiformicidae.
По новым данным (Wang et al., 2025) Burmomyrma не может быть отнесена ни к одному из известных родов †Falsiformicidae, поскольку по описанию она не имеет закрытых ячеек в передних крыльях.